# Éric Neuhoff
Éric Neuhoff (París, 4 de julio de 1956) es un periodista, crítico de cine y escritor francés.
Ha recibido varios premios literarios, entre ellos el premio Prince-Pierre-de-Monaco, en 2014, por el conjunto de sus obras.

## Biografía
Licenciado en letras, Neuhoff surgió como escritor a principios de los años 1980, en un estilo denominado neohúsar, junto a Denis Tillinac, Patrick Besson y Didier van Cauwelaert.
Formó parte del equipo Fou du roi, espectáculo dirigido por Stéphane Bern.
Escribe para Madame Figaro y participa en la columna de cine y literatura del programa de radio Le Masque et la Plume de France Inter; colabora habitualmente en el periódico Service littéraire y en el programa de televisión Le Cercle de Canal+ Cinéma.
Participó en la escritura del guion de la película Les Âmes fuertes de Raoul Ruiz. 
Ha publicado varias obras sobre cine, entre ellas Carta abierta a François Truffaut (1987), así como una biografía de Frank Sinatra, Histoire de Frank (2003). En 2019, pintó un retrato crítico del cine francés contemporáneo en el panfleto (Très) cher cinéma français,  que a su vez fue criticado por ser un «breve folleto deplorable».
En 2023, se postuló para la Academia Francesa, pero no fue elegido.

## Apoyo a Françoise Sagan
En 2002, inició una petición ante Jean-François Coulomb solicitando una «solución rápida y digna a los problemas fiscales de Françoise Sagan», condenada por fraude fiscal sobre sus ingresos de 1994, quedando efectivamente obligada ante el Estado a pagar 838 469 euros, considerando que «si Françoise Sagan debe dinero al Estado, Francia le debe mucho más: prestigio, talento, cierto gusto por la libertad y la dulzura de la vida».

## Obras
- 1982: Précautions d'usage, La Table Ronde
- 1984: Un triomphe, Olivier Orban
- 1984: Nos amies les lettres, Olivier Orban
- 1986: Des gens impossibles, La Table Ronde
- 1987: Lettre ouverte à François Truffaut, Albin Michel
- 1989: Les Hanches de Laetitia, Albin Michel, Premio Roger Nimier 1990
- 1992: Actualités françaises, Albin Michel
- 1992: Comme hier, Albin Michel
- 1993: Pas trop près de l'écran (con Patrick Besson), Le Rocher
- 1994: Michel Déon, Le Rocher
- 1995: Barba a papá, Premio Deux Magots
- 1997: La Petite Française, Premio Interallié
- 1998: Champagne ! , Albin Michel
- 1998: La Séance du mercredi à 14 heures, La Table Ronde
- 2001: Un bien fou, Albin Michel, Gran Premio de Novela de la Academia Francesa
- 2003: Histoire de Frank, Fayard
- 2006: Quand les brasseries se racontent, Albin Michel
- 2007: Pension alimentaire, Albin Michel
- 2009: Los Insoumis, Fayard
- 2012: Mufle, Albin Michel, Premio Trop Virilo 2012
- 2013: Dictionnaire chic du cinéma, Écriture
- 2014: L'amour sur un plateau (de cine), L'Herne
- 2015: Dictionnaire chic de la littérature étrangère, Écriture
- 2016: Deux ou trois leçons de snobisme, Écriture
- 2017: Costa Brava, Albin Michel
- 2018: Les Polaroïds, Le Rocher
- 2019: (Très) cher cinéma français, Albin Michel, Premio Renaudot
- 2020: Sur le vif, Le Rocher
- 2022: Rentrée littéraire, Albin Michel